# Nạn đói ở Liên Xô 1946–47
Nạn đói lớn cuối cùng xảy ra ở Liên Xô bắt đầu vào tháng 7 năm 1946, đạt đỉnh điểm vào tháng 8 năm 1947 và sau đó nhanh chóng giảm bớt mức độ gay gắt, mặc dù vẫn còn một số trường hợp chết đói đã có vào năm 1948. Tình hình này trải dài trong phần lớn các vùng sản xuất ngũ cốc ở các nước: Ukraina, Moldova và một phần của miền trung nước Nga. Nguyên nhân là do nạn hạn hán, những ảnh hưởng của nó đã trở nên trầm trọng hơn bởi sự tàn phá nặng nề vùng nông thôn gây ra bởi Thế chiến II. Vụ mùa thu hoạch ngũ cốc năm 1946 chỉ đạt 39,6 triệu tấn - bằng 40% sản lượng năm 1940. Do tình trạng chiến tranh với phát xít Đức, đã có một sự sụt giảm đáng kể số lượng nam giới khoẻ mạnh ở nông thôn xuống mức của năm 1931 (do họ phải nhập ngũ), cũng như việc thiếu hụt máy móc nông nghiệp, phân bón và ngựa (do các nguồn lực phải tập trung cho sản xuất quốc phòng), dẫn tới sự sụt giảm đáng kể sản lượng nông nghiệp. Chính phủ Liên Xô với dự trữ ngũ cốc của mình đã cung cấp cứu trợ cho các vùng nông thôn và kêu gọi Liên Hợp Quốc hỗ trợ. Sự hỗ trợ cũng đến từ người gốc Ucraina (chủ yếu là người di cư người Do Thái) và người Nga từ miền đông Ukraina và từ Bắc Mỹ, giúp giảm thiểu tổn thất do nạn đói gây ra Đến năm 1948, với việc nông nghiệp đã được khôi phục sau chiến tranh, nạn đói đã kết thúc.
Nhà kinh tế Michael Ellman tuyên bố rằng khả năng nhà nước Liên Xô có thể nuôi dưỡng tất cả những người đã chết vì đói. Ông lập luận rằng các chính sách của chế độ Xô viết là khác nhau, có thể không có nạn đói nào cả hoặc nhỏ hơn nhiều.
Nhà sử học Robert Service cho rằng Stalin đã nhận định rằng bất kỳ báo cáo nào về khó khăn nông thôn là kết quả của việc nông dân cố ý đánh lừa chính quyền đô thị để nuông chiều họ. Trong cuộc khủng hoảng, Liên Xô tiếp tục xuất ngũ cốc, với phần lớn số nông sản được viện trợ đến người dân ở khu vực Liên Xô chiếm đóng ở Đức, Ba Lan, Hungary và Tiệp Khắc để củng cố Khối Đông mới.